# Vorland der Südlichen Frankenalb
Das Vorland der Südlichen Frankenalb ist ein Naturraum des Fränkischen Keuper-Lias-Lands und liegt auf dem Gebiet der mittelfränkischen Landkreise Weißenburg-Gunzenhausen, Roth und Ansbach sowie im schwäbischen Landkreis Donau-Ries. Das Vorland der Südlichen Frankenalb stellt eine Haupteinheit in der naturräumlichen Haupteinheitengruppe Fränkisches Keuper-Lias-Land im Südwestdeutschen Schichtstufenland dar. Das Vorland nimmt eine Fläche von 691 Quadratkilometern ein.

## Geographie
Das Vorland der Südlichen Frankenalb wird räumlich begrenzt von Höhenzügen der Fränkischen Alb im Süden, dem Nördlinger Ries und dem Mittelfränkischen Becken. Das Gebiet ist von einer weiten, stark agrarisch genutzten Offenlandschaft mit Wiesen und Feldern geprägt. Die breite Talaue der Altmühl teilt das Gebiet in zwei Bereiche: Der westliche Teil liegt höher als der östliche und ist von der Wörnitz geprägt, der Osten wird von den Zuflüssen der Schwäbischen Rezat und der Thalach gegliedert.  Durch das Vorland der Südlichen Frankenalb führt die Europäische Hauptwasserscheide, die die Einzugsgebiete von Rhein und Donau voneinander trennt.
Es gibt nur wenige Waldgebiete. Das Gelände ist flach bis hügelig, einige Zeugenberge ragen aus der Landschaft heraus, etwa der Flüglinger Berg, der Trommetsheimer Berg und der Schloßberg. Höchste Erhebung ist der 689 Meter hohe Hesselberg. Das Gebiet liegt im Naturpark Altmühltal und im Süden des Fränkischen Seenlands.
Die Weißenburger Bucht wird vom Albtrauf begrenzt; am Albtrauf liegen die höchsten Gipfel der Fränkischen Alb, die allesamt in das Vorland fallen, darunter der Dürrenberg, der Gelbe Berg, der Wülzburger Berg und der Rohrberg.

## Naturräumliche Gliederung
Das Vorland der Südlichen Frankenalb gliedert sich in:
- 110 Vorland der Südlichen Frankenalb
  - 110.0 Nördliches Riesvorland
    - 110.00 Oettinger Riesvorhöhen
    - 110.01 Fremdinger Ausraumbecken
    - 110.02 Oettinger Forst
    - 110.03 Wassertrüdinger Wörnitzbogen

  - 110.1 Hesselberggebiet
    - 110.10 Hesselberg-Liasplatten
    - 110.11 Hesselberg-Umland
    - 110.12 Hesselberg

  - 110.2 Hahnenkamm-Vorland
    - 110.20 Hahnenkamm-Liasgürtel
    - 110.21 Hahnenkamm-Vorberge

  - 110.3 Weißenburger Bucht
    - 110.30 Altmühltrichter
    - 110.31 Weimersheimer Platte
    - 110.32 Vorland der Weißenburger Alb

  - 110.4 Vorland der Anlauter Alb[4]
    - 110.40 Thalach-Quellgebiet
    - 110.41 Staufer Eisensandsteinberge